# Karl-Henrik Robèrt
Karl-Henrik Robèrt, född 1947 i Stockholm, är en svensk läkare och grundare av miljöorganisationen Det Naturliga Steget.
Robèrt tog doktorsexamen vid Karolinska Institutet 1979, och var tidigare verksam som cancerforskare. Han är docent i medicin och är professor i strategisk hållbar utveckling vid Blekinge tekniska högskola.
Robèrt grundade även Läkare för Miljön, ett av de många yrkesnätverk som ursprungligen fanns runt Det Naturliga Steget.